# Scott Henderson (sciatore)
George Scott Robert Henderson (Calgary, 15 aprile 1943) è un ex sciatore alpino e allenatore di sci alpino canadese.

## Biografia

### Carriera sciistica
Sciatore polivalente, a livello juniores Henderson gareggiò anche nello sci nordico; nello sci alpino debuttò in campo internazionale in occasione della Roch Cup 1965 (Aspen, 29-31 gennaio), dove si classificò 16º nella discesa libera, 10º nello slalom speciale e 6º nella combinata. Nella medesima competizione nel 1966 si piazzò 2º nella discesa libera, 3º nello slalom gigante e 3º nella combinata (Aspen, 4-6 febbraio); nel prosieguo della stagione si classificò 3º nella combinata della High Sierra Cup (Heavenly Valley, 1-3 aprile) ed esordì ai Campionati mondiali a Portillo 1966 (5-14 agosto), dove si piazzò 24º nella discesa libera, 11º nello slalom gigante, 7º nella combinata e non completò lo slalom speciale.
Nel 1967 gareggiò nella prima stagione della Coppa del Mondo: esordì nella seconda gara del circuito maschile, lo slalom gigante di Berchtesgaden del 6 gennaio (16º), ottenne i primi punti il 15 gennaio seguente a Wengen in slalom speciale (10º), conquistò il miglior risultato l'11 marzo successivo a Franconia nella medesima specialità (4º) e l'ultimo piazzamento a punti il 26 marzo sempre del 1967 a Jackson Hole, ancora in slalom speciale (7º).
Ai X Giochi olimpici invernali di Grenoble 1968, sua unica presenza olimpica, si classificò 21º nello slalom gigante e non si qualificò per la finale nello slalom speciale; in Coppa del Mondo ottenne l'ultimo piazzamento il 31 marzo dello stesso anno a Rossland in slalom gigante (28º) e prese per l'ultima volta il via il 6 gennaio 1969 ad Adelboden nella medesima località, senza completare la gara. Un grave infortunio subito durante le prove della discesa libera di Coppa del Mondo di Megève del 24 gennaio dello stesso anno determinò la fine della sua carriera agonistica.

### Carriera da allenatore
Dopo il ritiro divenne allenatore e ricoprì il ruolo di direttore tecnico della nazionale maschile dal 1972 al 1977; come responsabile del progetto dedicato alla discesa libera dalla Canadian Amateur Ski Association determinò la crescita dei Crazy Canucks, il forte gruppo di discesisti canadesi attivi tra la fine degli anni 1970 e gli anni 1980.

## Palmarès

### Coppa del Mondo
- Miglior piazzamento in classifica generale: 15º nel 1967

### Campionati canadesi
- 13 medaglie[1][10]:
  - 7 ori (discesa libera nel 1965; discesa libera, slalom gigante, slalom speciale nel 1966; slalom speciale, combinata nel 1967; discesa libera nel 1968)
  - 2 argenti (slalom gigante nel 1967; slalom speciale nel 1968)
  - 4 bronzi (discesa libera, slalom speciale, combinata nel 1964; slalom gigante nel 1965)

### Campionati canadesi juniores
- 4 medaglie[1]:
  - 3 ori (slalom speciale nel 1959; slalom speciale, combinata nel 1960)
  - 1 bronzo (combinata nel 1961)

### Campionati statunitensi
- 10 podi[1]:
  - 2 vittorie (discesa libera, combinata nel 1968)
  - 2 secondi posti (discesa libera nel 1965[11]; slalom gigante nel 1968)
  - 6 terzi posti (discesa libera, slalom speciale nel 1964; slalom gigante[12], slalom speciale[13] nel 1965; discesa libera, slalom gigante nel 1967)

## Riconoscimenti
- Canadian Ski Hall of Fame (1989)[1]